# Grignols
Grignols é uma comuna francesa na região administrativa da Nova Aquitânia, no departamento de Gironda. Estende-se por uma área de 22,70 km². Em 2010 a comuna tinha 1 212 habitantes (densidade: 53,4 hab./km²).